# Джгубурия, Георгий Гуджаевич
Георгий Гуджаевич Джгубурия (20 февраля [4 марта] 1897 — 17 октября 1950) — председатель колхоза им. Ленина Гальского района Абхазской АССР, Герой Социалистического Труда (29.08.1949).

## Биография
Родился в селе Окум Сухумского округа (ныне — Ткварчельский район Абхазии).
Член РКП(б) с 1920 года. Активный участник установления советской власти в Закавказье. С 1918 года принимал участие в освободительном движении Самурзаканского крестьянства. В феврале 1921 года из крестьян создал повстанческий отряд, который в селе Ачгуара разоружил группу меньшевистского отряда. Член ВКП(б)/КПСС с 1920 года.
Работал председателем сельского ревкома, с 1927 года — председателем сельского совета в родном селе Окум.
В 1930 году при его активном участии в селе Окум был организован колхоз имени Ленина, председателем которого он и был выбран. За короткий срок колхоз стал одним из лучших в республике.
Во время Великой Отечественной войны Георгий Джугубия внёс из личных сбережений 300 тысяч рублей на строительство танковой колонны, за что получил благодарность от Верховного Главнокомандующего И. В. Сталина.
Успешно руководил хозяйством в первые послевоенные годы. В 1948 году на полях колхоза был получен высокий урожай зелёного чайного листа: 7087 килограммов с гектара на площади 30 гектаров. Такой результат в соответствии с Указом от 25 мая 1948 года давал право на получение высокого звания.
Указом Президиума Верховного Совета СССР от 29 августа 1949 года за получение высоких урожаев сортового зелёного чайного листа Джгубурия Георгию Гуджаевичу присвоено звание Героя Социалистического Труда с вручением ордена Ленина и золотой медали «Серп и Молот».
Избирался депутатом Верховного Совета Грузинской ССР 1-3-го созывов, членом Абхазского обкома Компартии Грузии.
Руководил колхозом до последних дней своей жизни.
Скончался 17 октября 1950 года. Похоронен на кладбище села Окум.

## Награды
- Золотая медаль «Серп и Молот» (29.08.1949)[2]
- орден Ленина (07.01.1944)
- орден Ленина (21.02.1948)
- орден Ленина (29.08.1949)[3]
- орден Ленина (19.07.1950)
- орден Трудового Красного Знамени (24.02.1941)
- Медаль «За трудовую доблесть»
- Медаль «В ознаменование 100-летия со дня рождения Владимира Ильича Ленина»
- Медаль «За доблестный труд в Великой Отечественной войне 1941—1945 гг.»
- Медаль «Ветеран труда»
- Большая золотая медаль ВСХВ (1940)
- медали Выставки достижений народного хозяйства (ВДНХ)
- и другими

## Память
В Сухуми была улица Джгубурия (сейчас — Джонуа).